# Ледечко
Ледечко — деревня в Кутна-Горском районе Среднечешского края, примерно в 5 км к юго-востоку от города Сазава, примерно в 1 км к западу от города Ратае-над-Сазавоу. Через деревню протекает река Сазава. Здесь проживают 228 жителей. Деревня Враник является частью муниципалитета.

## Ориентиры
Часовня Святой Анны

## Туризм
Деревня Ледечко, благодаря своему расположению в долине реки Сазавы, является популярным местом среди лодочников. В центре деревни есть кемпинг, который каждый сезон становится излюбленным местом лодочников.

## Спорт
На левом берегу реки Сазава, примерно в 400 м от центра деревни вверх по течению реки, находится детская игровая площадка, причал и площадка для нетбола, где каждый год проводятся соревнования по футболтеннису «Кубок Ледечко».

## История
Первое письменное упоминание о селе датируется 1291 годом.

### Территориальная интеграция
История территориальной интеграции охватывает период с 1850 года по настоящее время. В хронологическом обзоре представлена территориально-административная юрисдикция муниципального образования (поселения) в год, когда произошло изменение:
1850 Пардубицкий край, Колинский политический округ, Углиржске-Яновицкий судебный округ.
1855 Чаславский край, Углиржске-Яновицкий судебный округ.
1868 политический округ Кутна Гора, судебный округ Углиржске Яновице.
1939 Оберландрат Колин, политический округ Кутна Гора, судебный округ Углирске Яновице.
1942 Оберландрат Прага, политический округ Кутна Гора, судебный округ Углирске Яновице.
1945 административный округ Кутна Гора, судебный округ Углирске Яновице.
1949 Пражская обл., район Кутна Гора.
1960 Среднечешский край, Кутнагорский район.
2003 Среднечешский край, волость расширенной юрисдикции Кутна Гора.